# ピケット (醸造酒)
ピケット（フランス語: piquette）は、ワインを醸造するために搾汁した後のブドウの果皮や種子（ポマース）に水を加えて発酵させた、低アルコール飲料。
19世紀までのヨーロッパでは、シードル、ビール、ワインを水で薄めたものと同様に「生水を飲むよりは健康的な飲料」と認識されていた。なお、名称の語源には諸説あり、フランス語の「刺す（piquer）」とする説もある。ワインの生産者がポマースを再利用して自家消費用に作っていたが、ワインに比べると質が落ちることから、質の悪いワインの代名詞として揶揄されることもあった。
フランスでは19世紀にフィロキセラによる疫病の流行から製造が盛んとなったが、粗悪品が横行したことなどを受けて1907年に製造が禁止され今日でもその法律は引き継がれている。そういった法律のないアメリカ合衆国や日本では、SDGsが重視されるようになってからはその観点により本来はワイン醸造後に破棄されてしまうポマースの再利用ということで注目を集めている。
日本では、ピケットの製造例はほとんどなかったが、2021年に山梨県南アルプス市のワイナリー「ドメーヌヒデ」（渋谷英雄社長）が生産に乗り出している。これには、2次発酵の促進と地域資源の活用のためにも石和温泉郷の温泉水が用いられている。それまでドメーヌヒデでは年間5トンほどのポマースが排出され、堆肥や家畜の餌に転用されていた。2025年には北海道長沼町の「馬追蒸留所」でも生産が開始された。